# Charles Hernoux
Ne doit pas être confondu avec Charles Hernu.
Charles Hernoux est un homme politique français né le 23 avril 1749 à Saint-Jean-de-Losne (Côte-d'Or) et mort le 9 janvier 1806 à Dijon (Côte-d'Or).

## Biographie
Négociant, il est élu député du Tiers-état aux États-Généraux de 1789 pour le bailliage de Dijon. Il est élu député de la Côte-d'Or au Conseil des Anciens le 24 germinal an VI. Il est le père de d’Étienne Nicolas Philibert Hernoux, député de la Côte-d'Or sous la Monarchie de Juillet.

## Sources
- « Charles Hernoux », dans Adolphe Robert et Gaston Cougny, Dictionnaire des parlementaires français, Edgar Bourloton, 1889-1891 [détail de l’édition]